# Felicia (revistă)
Felicia a fost o revistă săptămânală pentru femei din România.
A fost lansată în iunie 2006 și este deținută de trustul Intact Media Group.